# イヴリン・モリアーティ
イヴリン・モリアーティ（Evelyn Moriarty、1926年11月16日 - 2008年5月20日）は、最も有名なマリリン・モンローのスタンドインとして知られるアメリカ合衆国の女優。マサチューセッツ州チコピーに生まれ、カリフォルニア州ロサンゼルスに没した。

## 経歴
イヴリン・モリアーティは、1940年代末からエキストラとしてハリウッドで働き始めた。しわがれ声であったために、クレジットタイトルに載るような役を得ることはほとんどできなかった。『素晴らしき哉、人生!』や『サムソンとデリラ』にも、端役で姿を見せていた。
1960年、20世紀フォックスのスタジオでマリリン・モンローに見いだされ、以降、モンローのスタンドインとして働くようになった。モリアーティは、『恋をしましょう』と『荒馬と女』、そして未完成に終わった『女房は生きていた』などでモンローのスタンドインを務めた。これら3作では、モンローの代役としても画面に写り込んでいる。モリアーティは、モンローと、同僚としても親しい関係にあった。
マリリン・モンローの死後、モリアーティはおもにアン＝マーグレットやバーバラ・イーデンのスタンドインを務めた。この頃、女優としては、テレビドラマ『弁護士ペリー・メイスン』シリーズのいくつかのエピソードに出演するなどしていた。
1990年代以降は、マリリン・モンローを主題としたドキュメンタリー映画『Marilyn Monroe – Eine sterbliche Göttin』（1996年：「Biography」シリーズの一作）、『Marilyn Monroe: The Final Days』（2001年）、『LEGENDEN Marilyn Monroe』（2001年：ドイツ公共放送連盟 (ARD)）などに出演した。
晩年は、ハリウッド・スターたちが出資するロサンゼルスの介護老人福祉施設で、車椅子にたよる生活を送っていた。最期は、パーキンソン病由来の肺炎により死去した。彼女は年齢を尋ねられてもはっきりと答えることはなく、いつも「マリリンと同じくらいの歳よ」と答えていたという。
本人の遺志により、遺灰は2008年5月28日にカリフォルニア州ロサンゼルスのウエストウッド・ヴィレッジ・メモリアルパーク墓地の、モンローも葬られている納骨堂「Corridor of Memories」に安置された。